# Aufstieg zur 3. Fußball-Liga
Der Artikel Aufstieg zur 3. Fußball-Liga listet alle Aufsteiger und Aufstiegsrunden um den Aufstieg in die 3. Liga seit deren Bestehen 2008/09 auf. Der Aufstiegsmodus zur 3. Liga wurde verändert, als die Zahl der Regionalligen 2012 von drei (Nord, Süd und West mit direktem Aufstieg) auf fünf (Bayern, Nord, Nordost, Südwest und West mit Ausscheidungsspielen) erhöht wurde. 2019 erfolgte eine erneute Änderung, seitdem gibt es drei direkte Aufsteiger und eine Ausscheidungsbegegnung.

## Modus

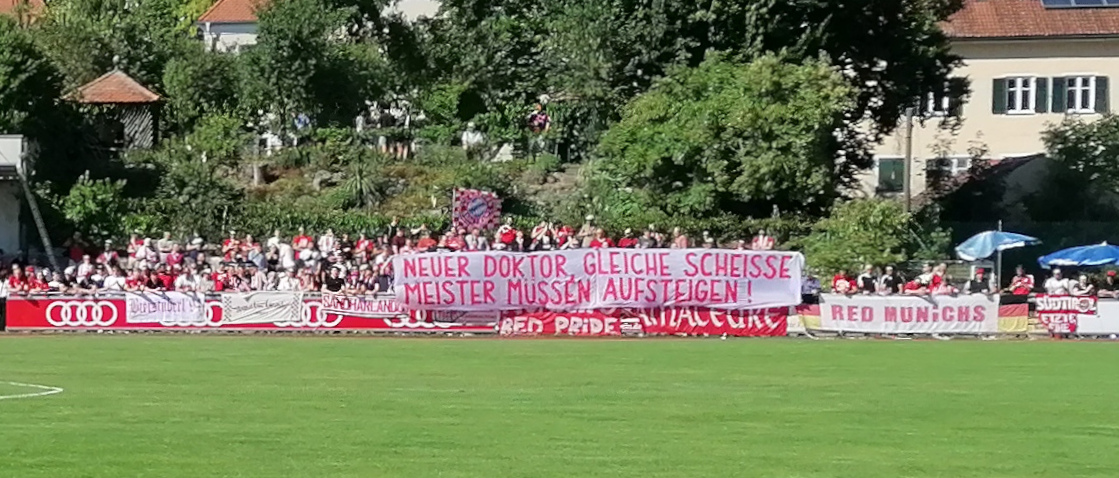
Protestbanner der Fans des FC Bayern München II gegen die Aufstiegsregelung zur 3. Liga (2022)

In den ersten vier Jahren stiegen jeweils die Tabellenersten der drei Regionalligastaffeln direkt in die 3. Liga auf. Zur Saison 2012/13 wurde die Anzahl der Regionalligen auf fünf erhöht. Daher wurden die drei Aufsteiger in die 3. Liga zwischen den fünf Regionalliga-Meistern sowie dem Vizemeister der Regionalliga Südwest, deren Region die meisten Vereine und Mitglieder im DFB stellte, in einer Aufstiegsrunde mit drei Spielpaarungen in Hin- und Rückspiel ermittelt. Die Spielpaarungen wurden aus einem Topf gelost, wobei ein Duell der beiden Südwest-Klubs ausgeschlossen war. Die Partien wurden im Europapokal-Modus mit Hin- und Rückspiel ausgetragen. Sofern zwei Mannschaften in den beiden Spielen in der Summe gleich viele Tore erzielt hatten, galt die Auswärtstorregel. Die drei siegreichen Teams stiegen auf.
Insbesondere aufgrund der Kritik an der Aufstiegsregelung, dass eine Mannschaft trotz sehr guter Leistung in einer Saison und einer erfolgreichen Meisterschaft nicht aufsteigen konnte, wurde für das Jahr 2019 eine vorübergehende Änderung beschlossen. In der Saison 2018/19 stiegen vier Mannschaften in die 3. Liga auf. Dabei stellten die Meister der Regionalligen Südwest und Nordost je einen direkten Aufsteiger. Mit dem West-Meister wurde ein weiterer direkter Aufsteiger zwischen den Meistern der übrigen Regionalligen ausgelost. Die beiden verbleibenden Meister (Bayern, Nord) spielten in Hin- und Rückspiel den vierten Aufstiegsplatz aus. In der Folgesaison 2019/20 gingen die drei direkten Aufstiegsplätze an die Regionalliga Südwest sowie an die beiden Regionalligen, die in der Vorsaison die Aufstiegsspiele bestritten, während die beiden übrigen aufeinander trafen (Nordost und West). Bei dieser Regelung handelte es sich um eine Übergangslösung. Eine im Dezember 2017 vom DFB-Bundestag gebildete Arbeitsgruppe unter Leitung von Peter Frymuth entwickelte einen nicht umgesetzten Vorschlag, wie die bislang fünf Regionalligen auf vier Ligen reduziert werden könnten, um allen Regionalligameistern den direkten Aufstieg zu ermöglichen.
Im September 2019 beschloss der DFB-Bundestag eine Reform der Aufstiegsregelung: Seit der Saison 2020/21 gibt es weiterhin vier Aufsteiger in die 3. Liga, wobei die Regionalligen West und Südwest jeweils einen festen Direktaufsteiger erhalten. Ein weiterer direkter Aufstiegsplatz wird nach einem Rotationsprinzip zwischen den Regionalligen Nord, Nordost und Bayern vergeben. Die Vertreter der beiden jeweils verbleibenden Regionalligen ermitteln in Play-offs mit Hin- und Rückspiel den vierten Aufsteiger. Nach der Saison 2020/21 stieg der Meister der Nordost-Staffel direkt auf, in der Saison 2021/22 der Meister der Regionalliga Bayern. Die Nord-Staffel erhielt in der Saison 2022/23 den dritten direkten Aufstiegsplatz.

## Aufstieg zur 3. Liga (Regionalligen 2008/09 bis 2011/12)

### 2009
| Mannschaften         | Ligen                     |
| -------------------- | ------------------------- |
| Holstein Kiel        | Meister Regionalliga Nord |
| 1. FC Heidenheim     | Meister Regionalliga Süd  |
| Borussia Dortmund II | Meister Regionalliga West |

### 2010
| Mannschaften      | Ligen                     |
| ----------------- | ------------------------- |
| SV Babelsberg 03  | Meister Regionalliga Nord |
| VfR Aalen         | Meister Regionalliga Süd  |
| 1. FC Saarbrücken | Meister Regionalliga West |

### 2011
| Mannschaften    | Ligen                     |
| --------------- | ------------------------- |
| Chemnitzer FC   | Meister Regionalliga Nord |
| SV Darmstadt 98 | Meister Regionalliga Süd  |
| Preußen Münster | Meister Regionalliga West |

### 2012
| Mannschaften         | Ligen                     |
| -------------------- | ------------------------- |
| Hallescher FC        | Meister Regionalliga Nord |
| Stuttgarter Kickers  | Meister Regionalliga Süd  |
| Borussia Dortmund II | Meister Regionalliga West |

## Aufstiegsrunden zur 3. Liga (Regionalligen seit 2012/13)

### 2013
Die Auslosung zur Aufstiegsrunde 2012/13 wurde am 12. Mai 2013 durchgeführt. Die Hinspiele fanden am 29. Mai statt, die Rückspiele zwischen dem KSV Hessen Kassel und Holstein Kiel sowie zwischen den Sportfreunden Lotte und RB Leipzig am 2. Juni 2013. Das Rückspiel zwischen TSV 1860 München II und SV Elversberg wurde auf den 4. Juni 2013 verschoben, da der Platz wegen Regens unbespielbar war.
|                                     | Gesamt |                                      | Hinspiel  | Rückspiel            |
| ----------------------------------- | ------ | ------------------------------------ | --------- | -------------------- |
| Holstein Kiel (Meister Nord)        | 4:1    | KSV Hessen Kassel (Meister Südwest)  | 2:0 (1:0) | 2:1 (1:1)            |
| SV Elversberg (Vizemeister Südwest) | 4:3    | TSV 1860 München II (Meister Bayern) | 3:2 (2:2) | 1:1 (0:1)            |
| RB Leipzig (Meister Nordost)        | 4:2    | Sportfreunde Lotte (Meister West)    | 2:0 (1:0) | 2:2 n. V. (0:2, 0:1) |

### 2014
Die Auslosung zur Aufstiegsrunde 2013/14 fand am 26. April 2014 statt. Die Hinspiele fanden am 28. Mai statt, die Rückspiele am 1. Juni 2014.
|                                           | Gesamt    |                                        | Hinspiel  | Rückspiel |
| ----------------------------------------- | --------- | -------------------------------------- | --------- | --------- |
| SG Sonnenhof Großaspach (Meister Südwest) | 1:0       | VfL Wolfsburg II (Meister Nord)        | 0:0       | 1:0 (0:0) |
| SC Fortuna Köln (Meister West)            | (a)2:2(a) | FC Bayern München II (Meister Bayern)  | 1:0 (0:0) | 1:2 (0:1) |
| TSG Neustrelitz (Meister Nordost)         | 1:5       | 1. FSV Mainz 05 II (Dritter 1 Südwest) | 0:2 (0:1) | 1:3 (0:1) |

### 2015
Die Auslosung zur Aufstiegsrunde 2014/15 fand am 12. April 2015 statt. Die Hinspiele fanden am 27. Mai statt, die Rückspiele am 31. Mai 2015.
|                                         | Gesamt          |                                            | Hinspiel  | Rückspiel            |
| --------------------------------------- | --------------- | ------------------------------------------ | --------- | -------------------- |
| 1. FC Saarbrücken (Vizemeister Südwest) | 1:1 (5:6 i. E.) | Würzburger Kickers (Meister Bayern)        | 0:1 (0:1) | 1:0 n. V. (1:0, 0:0) |
| Werder Bremen II (Meister Nord)         | 2:0             | Borussia Mönchengladbach II (Meister West) | 0:0       | 2:0 n. V.            |
| 1. FC Magdeburg (Meister Nordost)       | 4:1             | Kickers Offenbach (Meister Südwest)        | 1:0 (1:0) | 3:1 (2:1)            |

### 2016
Die Auslosung zur Aufstiegsrunde 2015/16 fand am 3. April 2016 statt. Die Hinspiele fanden am 25. Mai statt, die Rückspiele am 29. Mai 2016.
|                                     | Gesamt |                                       | Hinspiel  | Rückspiel |
| ----------------------------------- | ------ | ------------------------------------- | --------- | --------- |
| VfL Wolfsburg II (Meister Nord)     | 1:2    | SSV Jahn Regensburg (Meister Bayern)  | 1:0 (1:0) | 0:2 (0:0) |
| Sportfreunde Lotte (Meister West)   | 2:0    | SV Waldhof Mannheim (Meister Südwest) | 0:0       | 2:0 (2:0) |
| SV Elversberg (Vizemeister Südwest) | 1:2    | FSV Zwickau (Meister Nordost)         | 1:1 (0:0) | 0:1 (0:0) |

### 2017
Die Auslosung zur Aufstiegsrunde 2016/17 fand am 8. April 2017 in Walldorf durch die Hochspringerin Marie-Laurence Jungfleisch statt, wobei die genaue Zuordnung der Südwest-Vertreter am 5. Mai 2017 durch eine zweite Auslosung erfolgte, nachdem alle Teilnehmer feststanden, um eine Wettbewerbsverzerrung zu vermeiden.
Die Hinspiele wurden am 28. Mai ausgetragen, die Rückspiele fanden am 31. Mai und 1. Juni 2017 statt. Alle Hinspiele wurden live von den sechs dritten Programmen aus dem Sendegebiet der Mannschaften übertragen. Von den Rückspielen wurden am 31. Mai 2017 das Spiel zwischen Unterhaching und Elversberg im SR Fernsehen sowie am 1. Juni 2017 das Duell zwischen Jena und Köln im MDR Fernsehen übertragen. Die Partie zwischen Meppen und Mannheim wurde online angeboten.
|                                           | Gesamt          |                                      | Hinspiel  | Rückspiel |
| ----------------------------------------- | --------------- | ------------------------------------ | --------- | --------- |
| FC Viktoria Köln (Meister West)           | (a)3:3(a)       | FC Carl Zeiss Jena (Meister Nordost) | 2:3 (0:2) | 1:0 (0:0) |
| SV Waldhof Mannheim (Vizemeister Südwest) | 0:0 (3:4 i. E.) | SV Meppen (Meister Nord)             | 0:0       | 0:0 n. V. |
| SpVgg Unterhaching (Meister Bayern)       | 5:2             | SV Elversberg (Meister Südwest)      | 3:0 (0:0) | 2:2 (1:0) |

### 2018
Die Partien wurden am 7. April durch Sven Köhler in Magdeburg ausgelost. Die genaue Zuordnung der beiden Südwest-Vertreter wurde am 27. April durch Benjamin Lauth gelost. Die Hinspiele fanden am 24. Mai und die Rückspiele am 27. Mai 2018 statt.
|                                       | Gesamt |                                           | Hinspiel    | Rückspiel |
| ------------------------------------- | ------ | ----------------------------------------- | ----------- | --------- |
| SC Weiche Flensburg 08 (Meister Nord) | 2:3    | Energie Cottbus (Meister Nordost)         | 2:3 (0:3) 1 | 0:0       |
| 1. FC Saarbrücken (Meister Südwest)   | 4:5    | TSV 1860 München (Meister Bayern)         | 2:3 (1:1) 2 | 2:2 (1:0) |
| KFC Uerdingen 05 (Meister West)       | 3:0    | SV Waldhof Mannheim (Vizemeister Südwest) | 1:0 (0:0) 3 | 2:0 4     |

### 2019
Durch Los wurde der Meister der Regionalliga West als weiterer Direktaufsteiger neben dem Südwest- und dem Nordost-Meister ermittelt. Ein vierter Aufsteiger in die 3. Liga 2019/20 wurde zwischen den Meistern der Regionalligen Nord und Bayern ausgespielt. Die Auslosungen nahm am 27. April 2018 Benjamin Lauth in Unterhaching vor.
| Mannschaften        | Ligen                        |
| ------------------- | ---------------------------- |
| Chemnitzer FC       | Meister Regionalliga Nordost |
| SV Waldhof Mannheim | Meister Regionalliga Südwest |
| FC Viktoria Köln    | Meister Regionalliga West    |

Das Hinspiel fand am 22. Mai um 19 Uhr im Wolfsburger AOK Stadion, das Rückspiel am 26. Mai 2019 um 16 Uhr im Münchner Grünwalder Stadion statt.
|                                 | Gesamt |                                       | Hinspiel  | Rückspiel |
| ------------------------------- | ------ | ------------------------------------- | --------- | --------- |
| VfL Wolfsburg II (Meister Nord) | 4:5    | FC Bayern München II (Meister Bayern) | 3:1 (3:1) | 1:4 (1:2) |

### 2020
Der Meister der Regionalliga Südwest stand als Aufsteiger in die 3. Liga 2020/21 fest. Da die Meister der Regionalligen Bayern und Nord in der Vorsaison die Aufstiegsspiele bestreiten mussten, stellten sie in dieser Spielzeit die Direktaufsteiger. Als Konsequenz wurde der vierte Aufsteiger zwischen den Meistern der Regionalligen Nordost und West ermittelt.
| Mannschaften      | Ligen                                                              |
| ----------------- | ------------------------------------------------------------------ |
| Türkgücü München  | Tabellenführer bei Unterbrechung der Regionalliga Bayern 2019–21 1 |
| VfB Lübeck        | Quotientenmeister Regionalliga Nord *                              |
| 1. FC Saarbrücken | Quotientenmeister Regionalliga Südwest *                           |

Das Hinspiel fand am 25. Juni um 17 Uhr im Leipziger Bruno-Plache-Stadion statt, das Rückspiel am 30. Juni um 16 Uhr sollte ursprünglich in der Verler Sportclub Arena ausgetragen werden, musste allerdings aufgrund erneut verhängter Kontakt- und Ausgangsbeschränkungen („Lockdown“) im Kreis Gütersloh in die Bielefelder SchücoArena verlegt werden.
|                                                        | Gesamt    |                                          | Hinspiel  | Rückspiel |
| ------------------------------------------------------ | --------- | ---------------------------------------- | --------- | --------- |
| 1. FC Lokomotive Leipzig (Quotientenmeister Nordost *) | (a)3:3(a) | SC Verl (Quotientenvizemeister 2 West *) | 2:2 (1:1) | 1:1 (1:0) |

### 2021
Gemäß dem Beschluss des DFB-Bundestages im September 2019 standen die Meister der Regionalligen Südwest und West als Direktaufsteiger in die 3. Liga 2021/22 fest. Als dritter Direktaufsteiger kam in der Saison 2020/21 der Meister der Regionalliga Nordost hinzu. Als Konsequenz wurde der vierte Aufsteiger zwischen dem Abstimmungssieger der Regionalliga Nord und einem Play-off-Sieger 1 der Regionalliga Bayern ermittelt.
| Mannschaften            | Ligen                                    |
| ----------------------- | ---------------------------------------- |
| SC Freiburg II          | Meister Regionalliga Südwest             |
| Borussia Dortmund II    | Meister Regionalliga West                |
| FC Viktoria 1889 Berlin | Quotientenmeister Regionalliga Nordost * |

Das Hinspiel fand am 12. Juni, das Rückspiel am 19. Juni 2021 statt. Das Heimrecht im Hinspiel wurde am 8. Mai 2021 im Rahmen des Drittligaspiels SV Wehen Wiesbaden – TSV 1860 München ausgelost.
|                                                 | Gesamt |                                        | Hinspiel  | Rückspiel |
| ----------------------------------------------- | ------ | -------------------------------------- | --------- | --------- |
| 1. FC Schweinfurt 05 (Play-off-Sieger 1 Bayern) | 0:2    | TSV Havelse (Abstimmungssieger Nord 2) | 0:1 (0:0) | 0:1 (0:1) |

### 2022
Gemäß dem Beschluss des DFB-Bundestages im September 2019 standen die Meister der Regionalligen Südwest und West als Direktaufsteiger in die 3. Liga 2022/23 fest. Als dritter Direktaufsteiger kam diesmal der Meister der Regionalliga Bayern hinzu. Demzufolge wurde der vierte Aufsteiger zwischen den Meistern der Regionalligen Nord und Nordost ermittelt.
| Mannschaften    | Ligen                        |
| --------------- | ---------------------------- |
| SV Elversberg   | Meister Regionalliga Südwest |
| Rot-Weiss Essen | Meister Regionalliga West    |
| SpVgg Bayreuth  | Meister Regionalliga Bayern  |

Das Hinspiel fand am 28. Mai beim Nordost-Vertreter statt, das Rückspiel am 4. Juni im Norden. Erstmals wurde ab dieser Saison die Auswärtstorregel nicht mehr angewendet. Stattdessen sollte bei Torgleichheit zwischen Hin- und Rückspiel eine Verlängerung und nötigenfalls ein Elfmeterschießen folgen.
|                              | Gesamt |                              | Hinspiel  | Rückspiel |
| ---------------------------- | ------ | ---------------------------- | --------- | --------- |
| BFC Dynamo (Meister Nordost) | 2:3    | VfB Oldenburg (Meister Nord) | 0:2 (0:1) | 2:1 (1:1) |

### 2023
Gemäß dem Beschluss des DFB-Bundestages im September 2019 standen die Meister der Regionalligen Südwest und West als Direktaufsteiger in die 3. Liga 2023/24 fest. Den dritten Direktaufsteiger stellte diesmal die Regionalliga Nord. Der vierte Aufsteiger wurde demnach zwischen den Meistern der Regionalligen Nordost und Bayern ermittelt. Die beiden Aufstiegsspiele wurden am 7. und 11. Juni ausgetragen.
| Mannschaften    | Ligen                        |
| --------------- | ---------------------------- |
| SSV Ulm 1846    | Meister Regionalliga Südwest |
| Preußen Münster | Meister Regionalliga West    |
| VfB Lübeck      | Meister Regionalliga Nord    |

|                                   | Gesamt |                                     | Hinspiel  | Rückspiel |
| --------------------------------- | ------ | ----------------------------------- | --------- | --------- |
| Energie Cottbus (Meister Nordost) | 1:4    | SpVgg Unterhaching (Meister Bayern) | 1:2 (1:2) | 0:2 (0:1) |

### 2024
Gemäß der Sitzung des DFB-Spielausschusses im Juni 2023 standen die Meister der Regionalligen Südwest und West als Direktaufsteiger in die 3. Liga 2024/25 fest. Als dritter Direktaufsteiger kam in der Saison 2023/24 der Meister der Regionalliga Nordost hinzu. Der vierte Aufsteiger wurde demnach zwischen den Meistern der Regionalligen Nord und Bayern ermittelt.
| Mannschaften     | Ligen                        |
| ---------------- | ---------------------------- |
| VfB Stuttgart II | Meister Regionalliga Südwest |
| Alemannia Aachen | Meister Regionalliga West    |
| Energie Cottbus  | Meister Regionalliga Nordost |

Das Heimrecht für die Mannschaft des bayrischen Fußballverbandes im Hinspiel wurde im Rahmen der jüngsten Sitzung des Spielausschusses ausgelost. Das Hinspiel fand am 29. Mai, das Rückspiel am 2. Juni 2024 statt.
|                                     | Gesamt          |                               | Hinspiel  | Rückspiel            |
| ----------------------------------- | --------------- | ----------------------------- | --------- | -------------------- |
| Würzburger Kickers (Meister Bayern) | 3:3 (4:5 i. E.) | Hannover 96 II (Meister Nord) | 1:0 (1:0) | 2:3 n. V. (1:2, 0:1) |

### 2025
Gemäß der Sitzung des DFB-Spielausschusses im September 2024 standen die Meister der Regionalligen Südwest und West als Direktaufsteiger in die 3. Liga 2025/26 fest. Als dritter Direktaufsteiger kam in der Saison 2024/25 der Meister der Regionalliga Bayern hinzu. Der vierte Aufsteiger wurde demnach zwischen den Meistern der Regionalligen Nord und Nordost ermittelt.
| Mannschaften           | Ligen                        |
| ---------------------- | ---------------------------- |
| TSG 1899 Hoffenheim II | Meister Regionalliga Südwest |
| MSV Duisburg           | Meister Regionalliga West    |
| 1. FC Schweinfurt 05   | Meister Regionalliga Bayern  |

Das Heimrecht für die Mannschaft des nordostdeutschen Fußballverbandes im Hinspiel wurde im Rahmen der jüngsten Sitzung des Spielausschusses ausgelost.
|                                            | Gesamt |                            | Hinspiel  | Rückspiel |
| ------------------------------------------ | ------ | -------------------------- | --------- | --------- |
| 1. FC Lokomotive Leipzig (Meister Nordost) | 1:4    | TSV Havelse (Meister Nord) | 1:1 (0:0) | 0:3 n. V. |

## Statistisches
Seit Einführung der 3. Liga zur Saison 2008/09 ist Borussia Dortmund II dreimal aus der Regionalliga aufgestiegen (2009, 2012, 2021), Holstein Kiel (2009, 2013), der Chemnitzer FC (2011, 2019), der 1. FC Saarbrücken (2010, 2020), die SV Elversberg (2013, 2022), Preußen Münster (2011, 2023), der VfB Lübeck (2020, 2023), die SpVgg Unterhaching (2017, 2023), Energie Cottbus (2018, 2024) und der TSV Havelse (2021, 2025) je zweimal.
Sechsmal spielten die aufstiegsberechtigten Vereine je drei Aufsteiger aus, bislang siebenmal je vier Aufsteiger, wobei sich folgende Regionalligen mit ihren Kandidaten durchsetzen konnten:
| Regionalliga (2012/13 – 2024/25) | direkte Aufstiege | nach Relegation | nach Relegation |
| Regionalliga (2012/13 – 2024/25) | direkte Aufstiege | Aufstiege       | Nichtaufstiege  |
| -------------------------------- | ----------------- | --------------- | --------------- |
| Nordost                          | 3                 | 5               | 5               |
| Bayern                           | 3                 | 6               | 4               |
| West                             | 6                 | 4               | 3               |
| Nord                             | 2                 | 7               | 4               |
| 1. Südwest                       | 7                 | 1               | 5               |
| 2. Südwest (nur bis 2017/18)     |                   | 2               | 4               |

Seit der Neuregelung, die erstmals 2021 in Kraft trat, ist die Aufstiegsquote in Entscheidungsspielen wie folgt: RL Nord: 4 von 4, RL Bayern: 1 von 3, RL Nordost: 0 von 3.
Dreimal in Aufstiegsspielen scheiterte der VfL Wolfsburg II (2014, 2016, 2019), je zweimal die SV Elversberg (2016, 2017), der 1. FC Saarbrücken (2015, 2018) und der 1. FC Lokomotive Leipzig (2020, 2025). Der SV Waldhof Mannheim scheiterte dreimal in Folge (2016, 2017, 2018), bevor 2019 der direkte Aufstieg gelang.
In fünf Fällen seit Einführung der Aufstiegsrunde fiel die Entscheidung nach Verlängerung, dreimal war anschließend ein Elfmeterschießen notwendig. Dagegen sorgte die Auswärtstorregel in drei Fällen für die Entscheidung.